# キャンディハウス (企業)

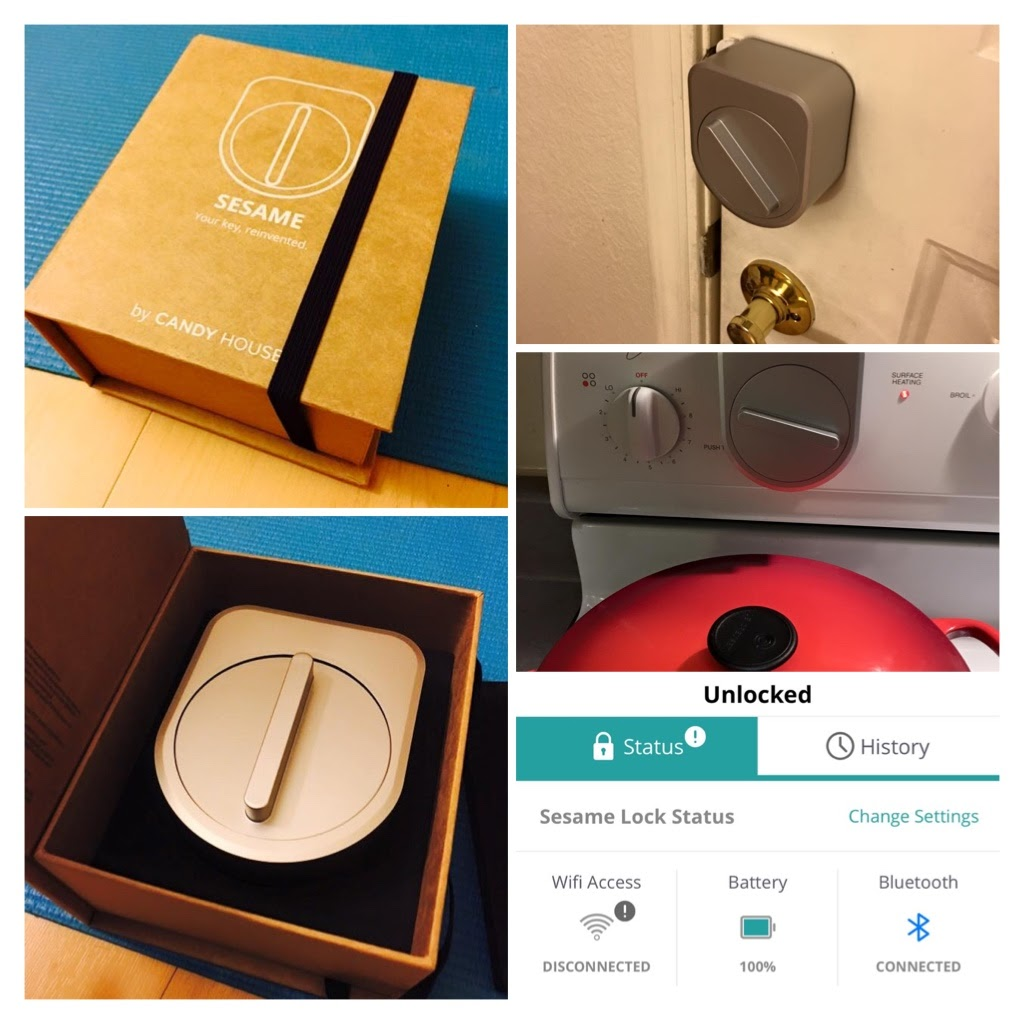
2016年1月末にSesame US1の出荷が開始された際、それを受け取った支援者の1人がFacebookに公開した写真。

CANDY HOUSE JAPAN（キャンディハウスジャパン）は、日本に本社を置く、インターネット関連製品・デジタル家庭電化製品および同製品に関連するソフトウェア製品を開発・販売する多国籍企業である。スタンフォード大学の学生であった古哲明（Jerming Gu）、신종호（申宗浩）が、2014年6月3日に同学の学生寮にて創立した。

## 沿革

### 2014 - 2016年：設立
2014年、スタンフォード大学の学生寮で古哲明（Jerming Gu）とSungjune Jang（장성준）、Gary Changの同級生3人が、共同購入した1台の3Dプリンターで1台の鍵を開閉させるロボットの雛形を作成した。当時はただ単純に鍵を持ち歩きたくないという理由で作成した。アメリカ合衆国カリフォルニア州にてキャンディハウス設立の半年後、2015年2月25日にクラウドファンディングサイトKickstarterで初代セサミを発表した。それはスマートロックの概念を覆すものだったため、60日間で世界中の7,493人の支援者が支持し、約140万米ドルもの支援金が集まった。
初代セサミの販売開始後、キャンディハウスは日本に事業拠点を移し、社名をCANDY HOUSE JAPANに改めた。

## 製品

### スマートロック（ドア用）
- 初代セサミ
- セサミ mini
- SESAME3
- SESAME4
- SESAME5
- SESAME5Pro
- Sesame5北米北欧版

### スマートロック（自転車用）
- SESAME サイクル（ママチャリ）
- SESAME サイクル2（ママチャリ2）

### 遠隔操作ロボット
- SESAME bot
- SESAME Bot 2

### オプション
- 初代WiFiアクセスポイント
- WiFiモジュール2
- SESAMEタッチ
- SESAMEタッチPro
- オープンセンサー
- Remote
- Remote nano
- Hub3